# Soiernseen
Les Soiernseen sont deux lacs de haute montagne de Bavière, à 1 558 m et 1 549 m d'altitude dans les Karwendel, distants l'un de l'autre de 65 m.

## Géographie
Ils se trouvent en bas du Soiernspitze, sur le territoire de Mittenwald.

## Histoire
La couleur bleu turquoise des lacs inspira Louis II de Bavière, il fait construire le Soiernhaus 70 m au-dessus des lacs pour les admirer.